# Tymbophora peltastis
Tymbophora peltastis là một loài bướm đêm thuộc họ Oecophoridae. Nó được tìm thấy ở hầu hết Úc.
Sải cánh dài khoảng 20 mm.

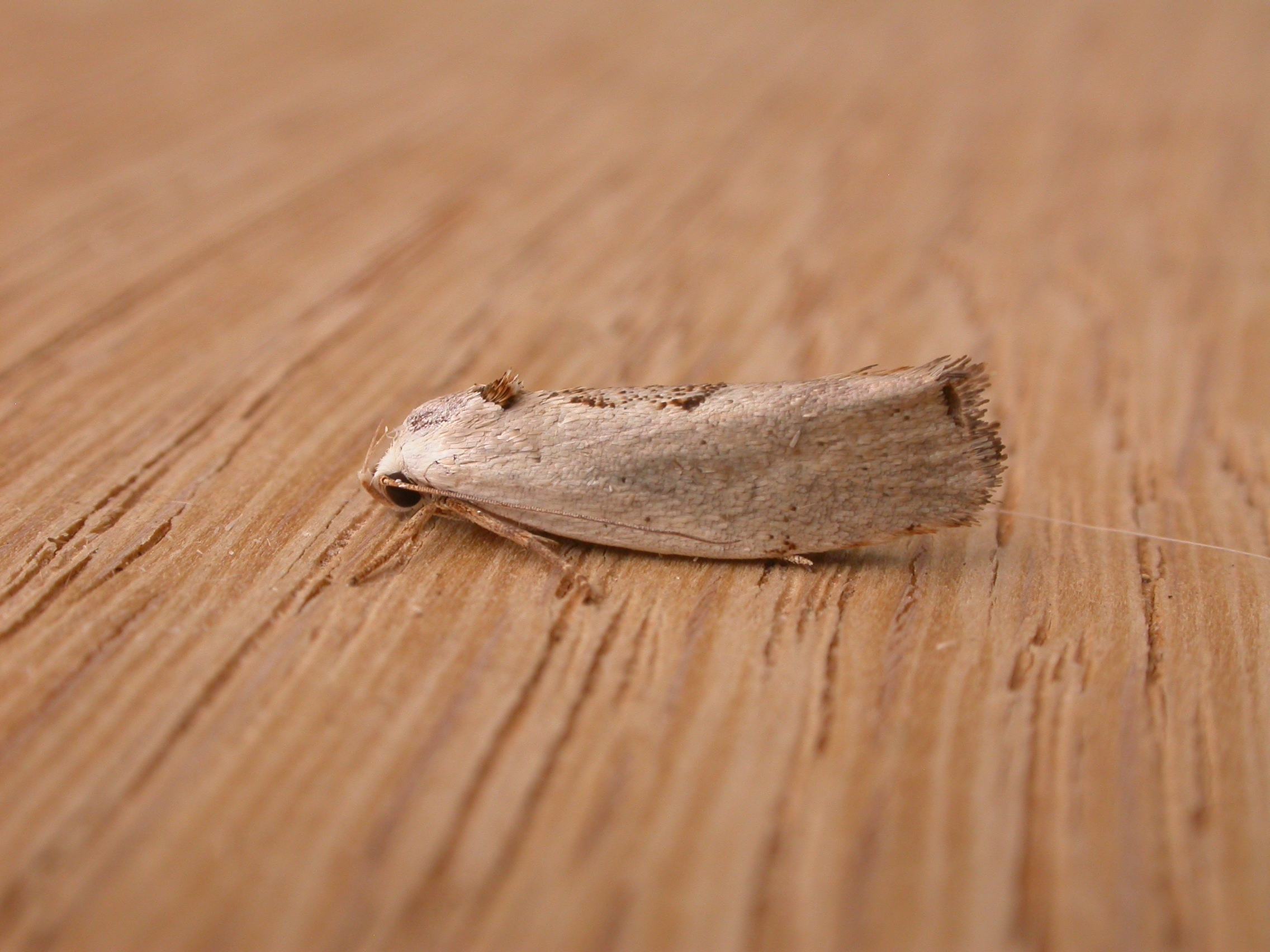

Ấu trùng ăn các loài Eucalyptus species.

## Hình ảnh

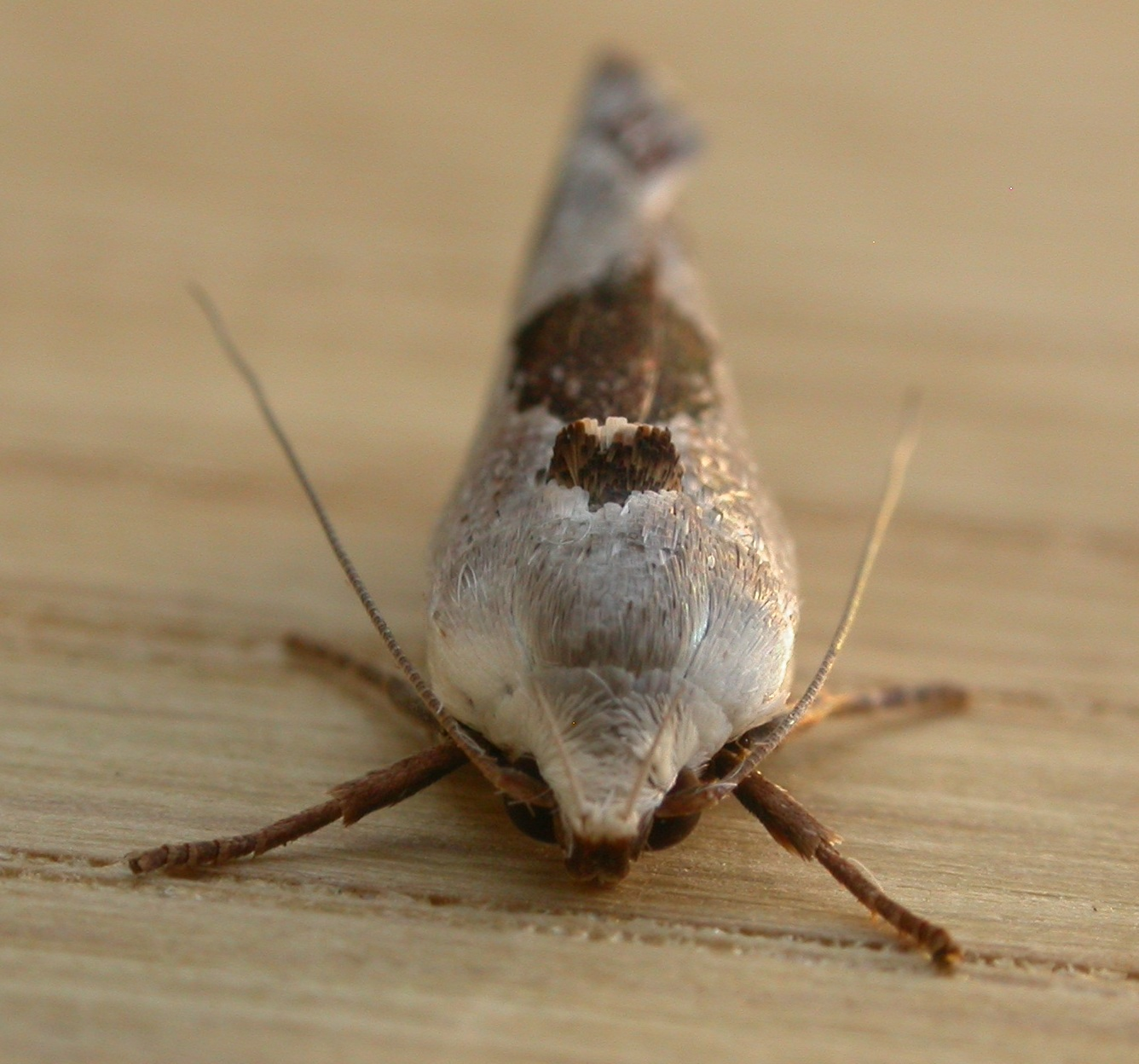
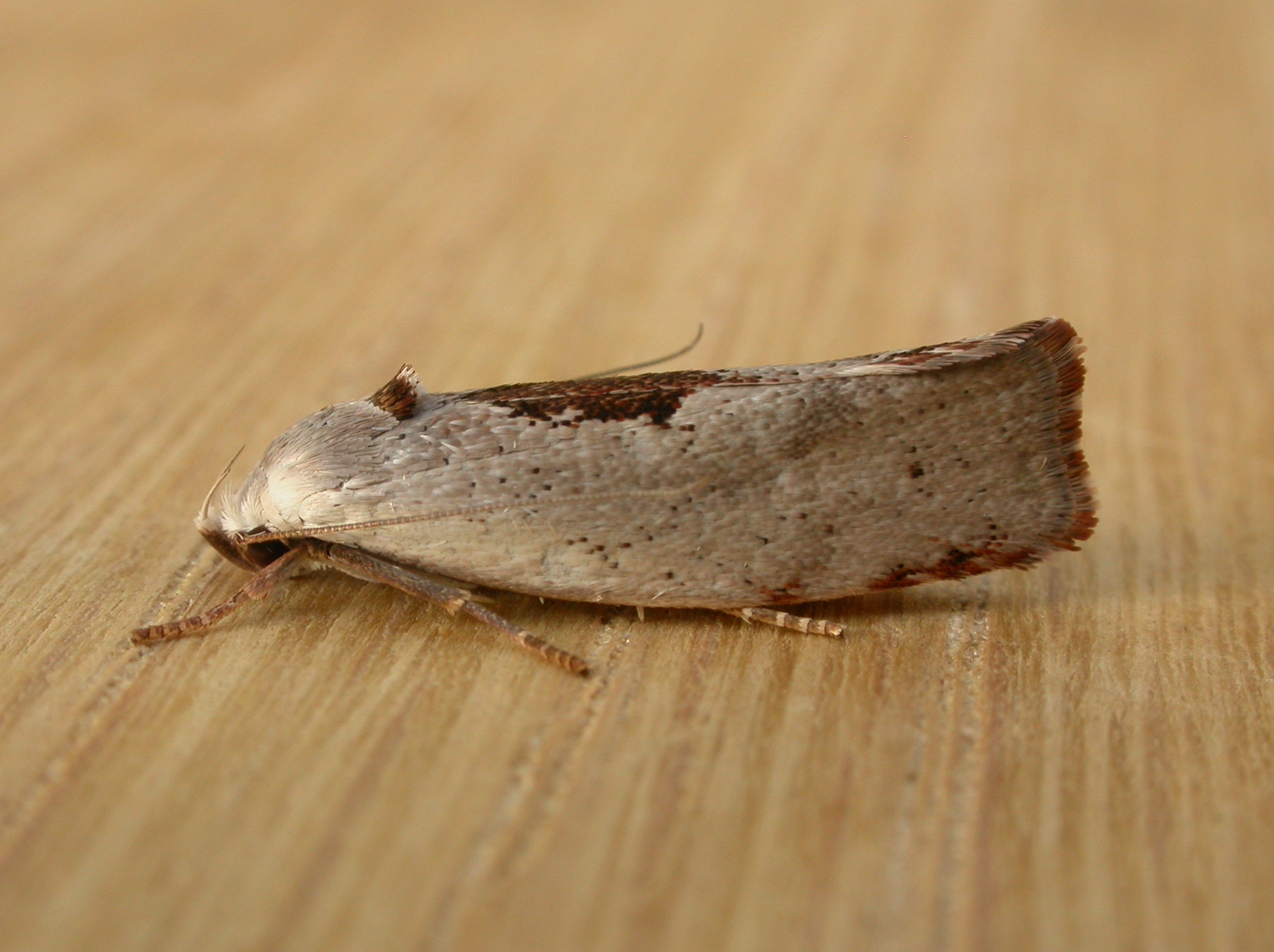